# John Pethica
John Bernard Pethica (né en 1953) est professeur de science des matériaux à la Science Foundation Ireland (SFI) au Trinity College de Dublin, conseiller scientifique en chef au National Physical Laboratory du Royaume-Uni et professeur invité à l'Université d'Oxford. Pethica est surtout connu pour ses travaux sur le développement de la nanoindentation et de la microscopie à force atomique à résolution atomique.

## Éducation
John Pethica est élève au St Ambrose College, Trafford, Manchester. Il obtient un doctorat à IT Sligo à la fin des années 1970.
En 2001, Pethica est l'une des dix premières personnes à recevoir un prix de chercheur principal SFI. À la suite du prix, il transfère ses activités d'Oxford à Dublin.
En février 2005, il est nommé directeur du Naughton Institute qui abrite le CRANN, un nouveau centre de nanotechnologie construit à cet effet au Trinity College de Dublin. En octobre 2007, Pethica est nommé conseiller scientifique en chef au National Physical Laboratory du Royaume-Uni, le National Measurement Institute du Royaume-Uni.
En 1999, Pethica est élu membre de la Royal Society (FRS). Il est également vice-président et secrétaire physique de la Royal Society. Il est élu membre de la Royal Academy of Engineering (FREng) en 2013 . Il est élu membre honoraire du St Cross College d'Oxford en 2014 .
Pethica est le récipiendaire 2001 de la médaille Hughes de la Royal Society et le récipiendaire 2002 du prix Holweck de l'Institute of Physics .
Pethica est fait chevalier dans les honneurs d'anniversaire de 2014 pour ses services à la science.
Pethica est une musicienne accomplie - jouant du violon et d'autres instruments - avec un intérêt particulier pour la musique folklorique irlandaise et britannique .